# Scobinți
Scobinţi es una comuna ubicada en el distrito de Iași, Rumania.

## Superficie
Cuenta con una superficie de 73,94 kilómetros cuadrados.

## Demografía
Hasta 2021 la población era de 6565 habitantes, con una densidad de población de 88,79 habitantes por kilómetro cuadrado.